# Джиммі Маянджа
Джиммі Маянджа (швед. Jimmy Mayanja; 29 грудня 1958) — шведський боксер угандійського походження, восьмиразовий чемпіон Швеції серед любителів, призер чемпіонатів Європи.

## Спортивна кар'єра
На чемпіонат Європи з боксу 1987 в Турині переміг Володимира Вархегія (Чехословаччина) та Жан-Марка Огюстена (Франція), а у півфіналі програв Юрію Александрову (СРСР) — 0-5.
На літніх Олімпійських іграх 1988 року здобув дві перемоги над Мохаммедом Ачик (Марокко) та Хосе Гарсія (Мексика), а в 1/8 фіналу програв Александру Христову (Болгарія) — 0-5 і вибув з боротьби за нагороди.
На чемпіонаті Європи 1991 в Гетеборгу переміг Оскара Вегу (Іспанія) та Вілсона Догерті (Шотландія), а в півфіналі програв Мігелю Діас (Нідерланди) — 13-23, задовольнившись другою бронзовою медаллю.